# Robert Romano
Robert "Missile" Romano (in lingua originale Robert "Rocket" Romano) è un personaggio della serie televisiva E.R. - Medici in prima linea, interpretato da Paul McCrane.

## Biografia
Il dottor Romano si distingue subito per possedere un carattere sgradevole, spesso con atteggiamenti sarcastici e sprezzanti accompagnati da commenti razzisti e intolleranti. Durante tutto il prosieguo della serie, si è scontrato spesso con i suoi colleghi e sottoposti, dimostrandosi competente ma burbero e inflessibile. L'unica persona che è riuscita ad ammorbidirne i tratti del carattere è stata la dottoressa Corday, della quale Romano si era infatuato. In certi casi il suo carattere scontroso lascia spazio a brecce di umanità, dalle quali si comprende che Romano sta sulla difensiva. In queste situazioni appare, infatti, totalmente diverso, ad esempio nel frangente della morte di Lucy Knight o del matrimonio della dottoressa Corday.
Il lato umano del dottor Romano si manifesta solo dopo essere stato vittima di un tragico incidente, in cui perde parte del braccio, tranciata dall'elica di un elisoccorso, riattaccata chirurgicamente, ma senza recuperarne la piena funzionalità. Tale incidente impedisce a Romano di proseguire il suo lavoro di chirurgo. Viene quindi assegnato all'attività di pronto soccorso, del quale viene messo a capo. Il nuovo impiego però non lo soddisfa e il suo cattivo umore si ripercuote sui colleghi di lavoro che lo tollerano a fatica. Un giorno, proprio mentre Robert si ritrova a dover fare i conti con il trauma psicologico subito a causa dell'incidente che lo ha privato del braccio, mentre si trova nella zona antistante l'ingresso del pronto soccorso, un elicottero ha problemi a decollare dalla piattaforma sul tetto dell'ospedale e precipita al suolo schiacciandolo.
Il corpo del dottor Romano viene ritrovato solo dopo molte ore dall'incidente. Nessuno dei suoi colleghi si presenta alla funzione commemorativa organizzata per lui dalla dottorssa Corday. Romano, che non aveva famiglia ed era molto legato al suo lavoro, lascia parte dei suoi soldi all'ospedale in cui era chirurgo, dove aveva trascorso la maggior parte del suo tempo. Questa donazione viene utilizzata dalla dottoressa Weaver per fondare un nuovo reparto recante il suo nome e dedicato alla cura di gay e transessuali, persone che Robert aveva apparentemente sempre poco tollerato.
La targhetta dell'armadietto di Romano è presente insieme a quelle degli altri medici del policlinico sul muro mostrato ad Abby Lockhart dall'infermiera Haleh nell'episodio Il libro di Abby della quindicesima stagione.